# Hura
Genre
Hura est un genre de plantes à fleurs de la famille des Euphorbiaceae.

## Liste d'espèces
Selon BioLib (8 août 2017) :
- Hura crepitans L.

Selon Catalogue of Life (8 août 2017) :
- Hura crepitans L.
- Hura polyandra Baill.

Selon GRIN (8 août 2017) :
- Hura crepitans L.
- Hura polyandra Baill.

Selon ITIS (8 août 2017) :
- Hura crepitans L.

Selon World Checklist of Selected Plant Families (WCSP) (8 août 2017) :
- Hura crepitans L. (1753)
- Hura polyandra Baill. (1858)

Selon NCBI (8 août 2017) :
- Hura crepitans
- Hura polyandra

Selon The Plant List (8 août 2017) :
- Hura crepitans L.
- Hura polyandra Baill.

Selon Tropicos (8 août 2017) (Attention liste brute contenant possiblement des synonymes) :
- Hura brasiliensis Willd.
- Hura crepitans L.
- Hura koenigii Roem. & Schult.
- Hura polyandra Baill.
- Hura senegalensis Baill.
- Hura siamensium J. Koenig
- Hura strepens Willd.